# Morion (přilba)

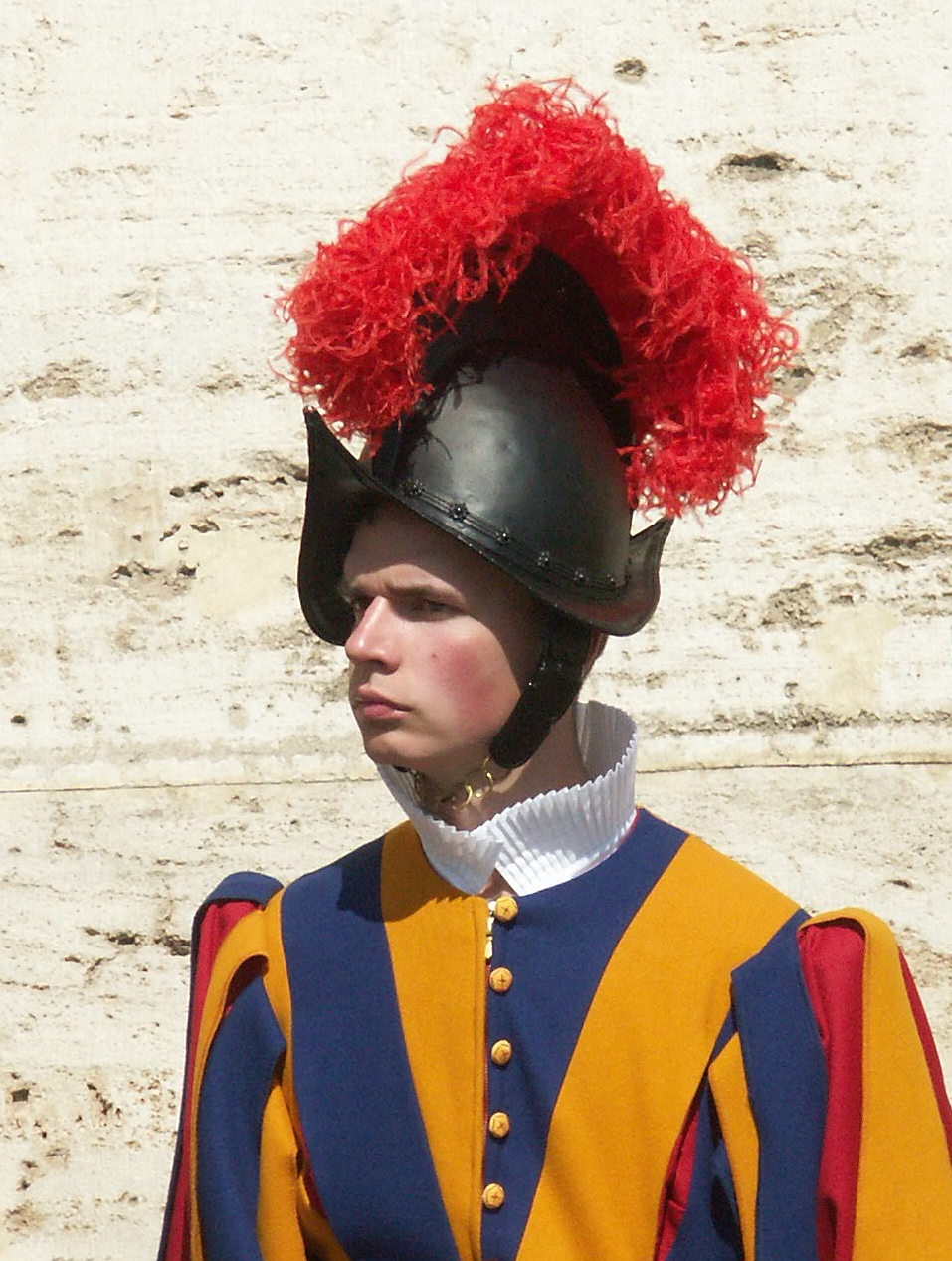
Příslušník vatikánské Švýcarské gardy ve slavnostní uniformě

Morion byl typ otevřené přilby používané během šestnáctého a na počátku sedmnáctého století. Předpokládá se, že byla poprvé zkonstruována ve Španělsku. Název „morion“ mohl původně souviset s Maury, či španělským slovem morro, znamenající vrchol hlavy.

## Historie
Za místo původu typu přilby, označované jako morion, je považováno Kastilské království. Přilba byla součástí vojenské výbavy španělských conquistadorů během jejich výprav na území Severní, Střední a jižní Ameriky. Španělští conquistadoři, především pěší vojáci, používali morion v kombinaci s lehčím brněním, chránícím trup. Díky své relativně nízké pořizovací ceně se stala velmi populární a později se rozšířila do armád po celé Evropě. Dodnes je používána Švýcarskou gardou ve Vatikánu.

## Různé typy morionu

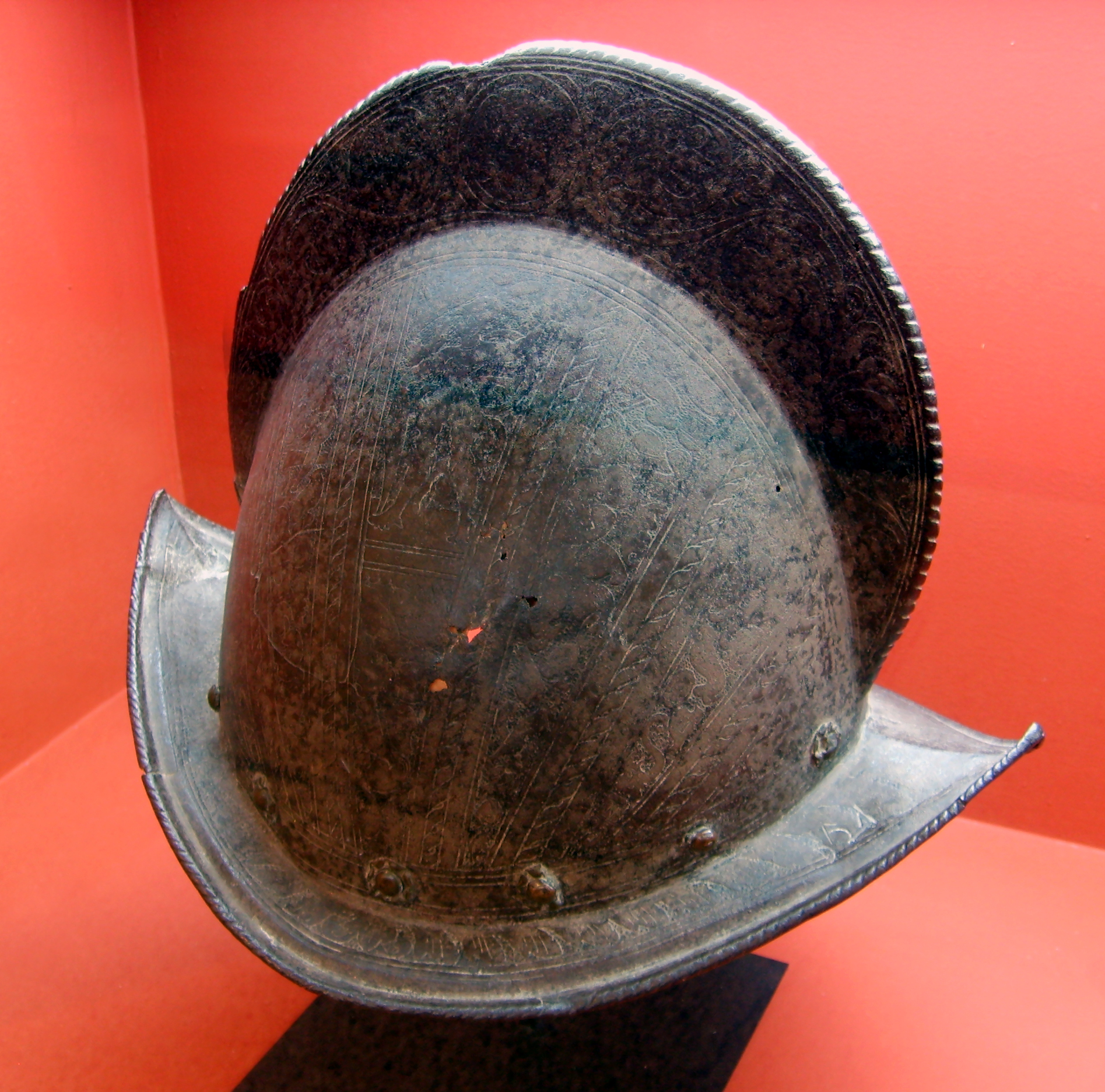
Morion ze 17. století, používaný španělskými conquistadory v Jižní Americe
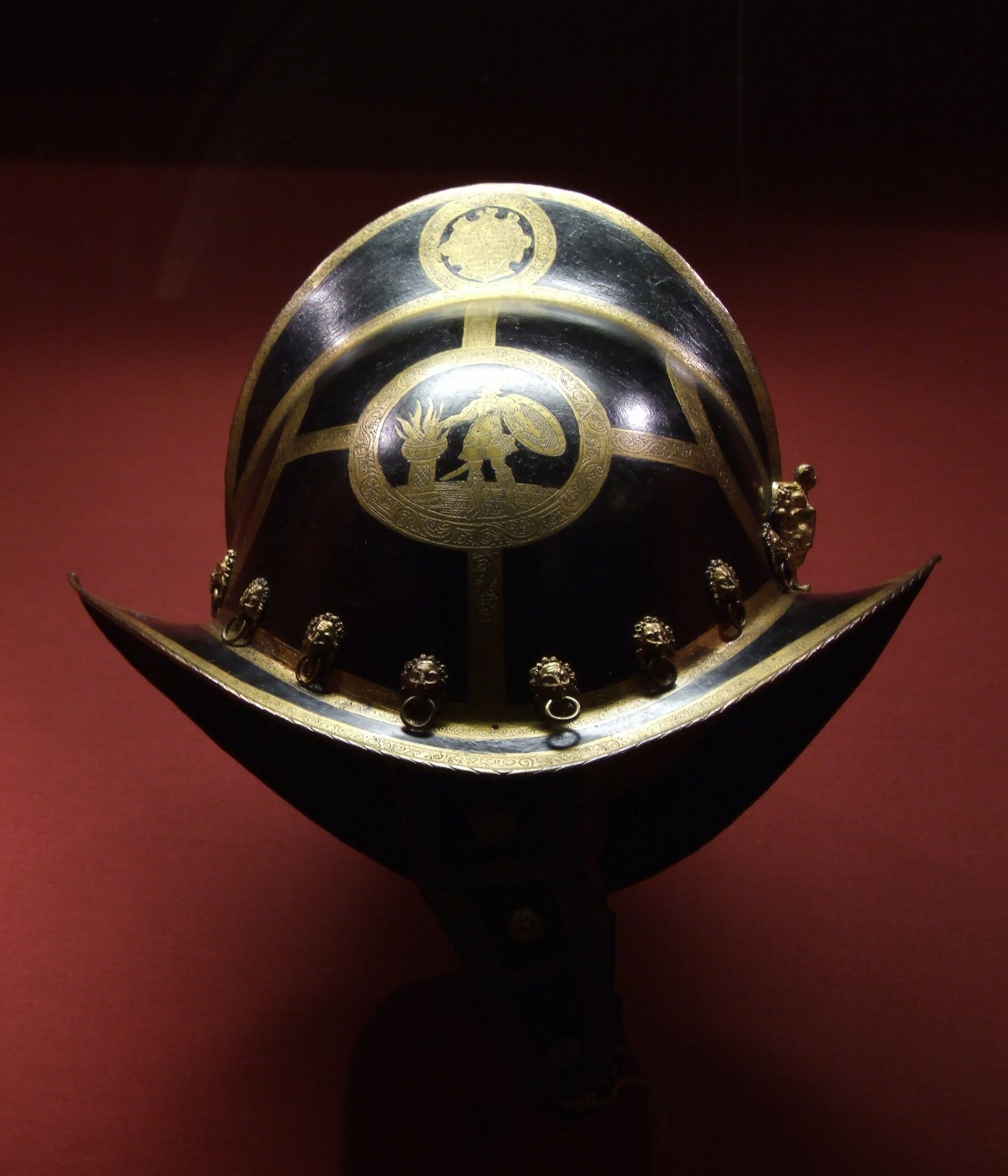
Německý morion z Norimberka, 16. století (Rüstkammer Dresden)
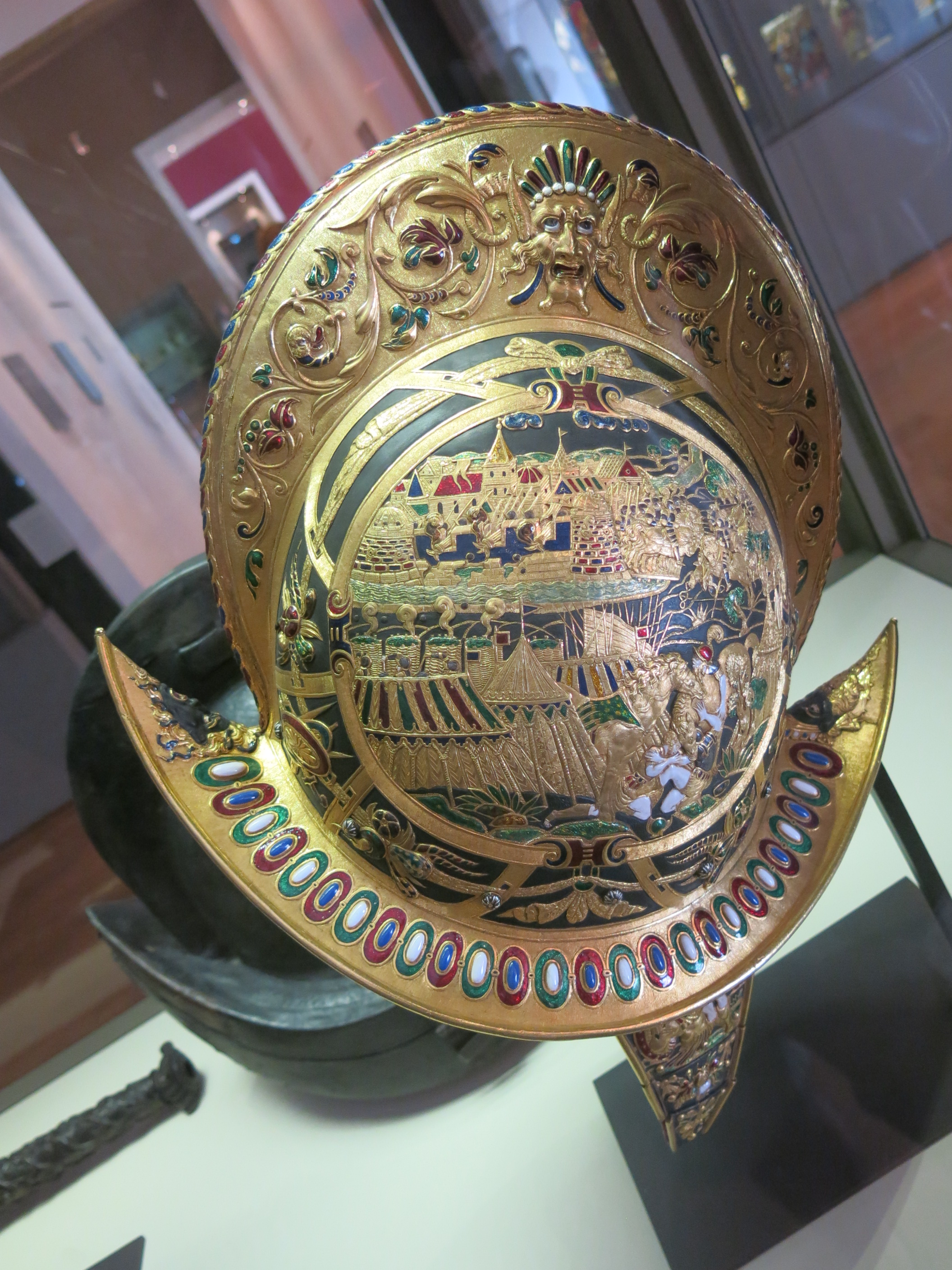
Morion francouzského krále Karla IX. (Louvre)
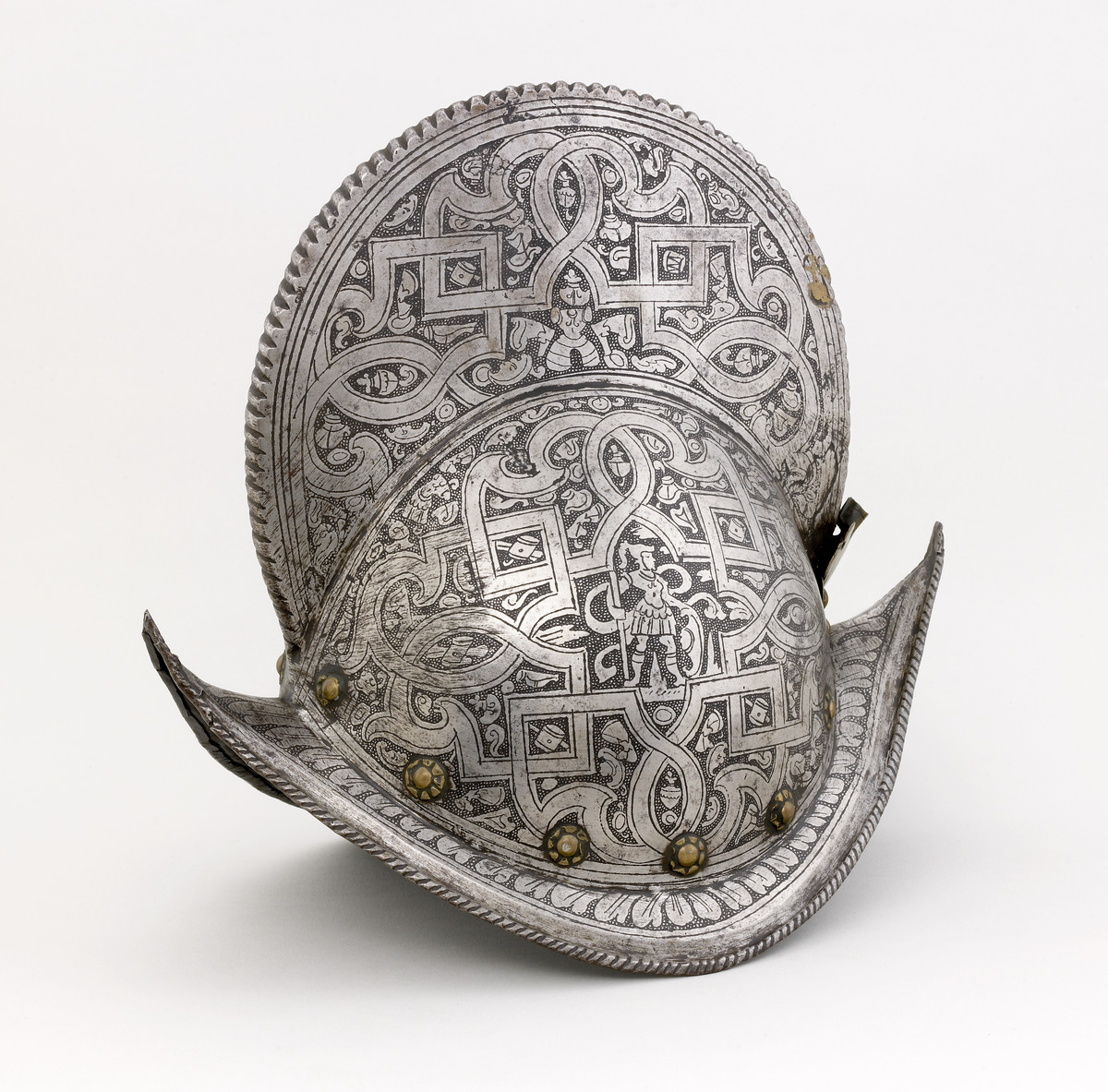
Morion zdobený rytinami (Museum aan de Stroom, Antverpy, Belgie)
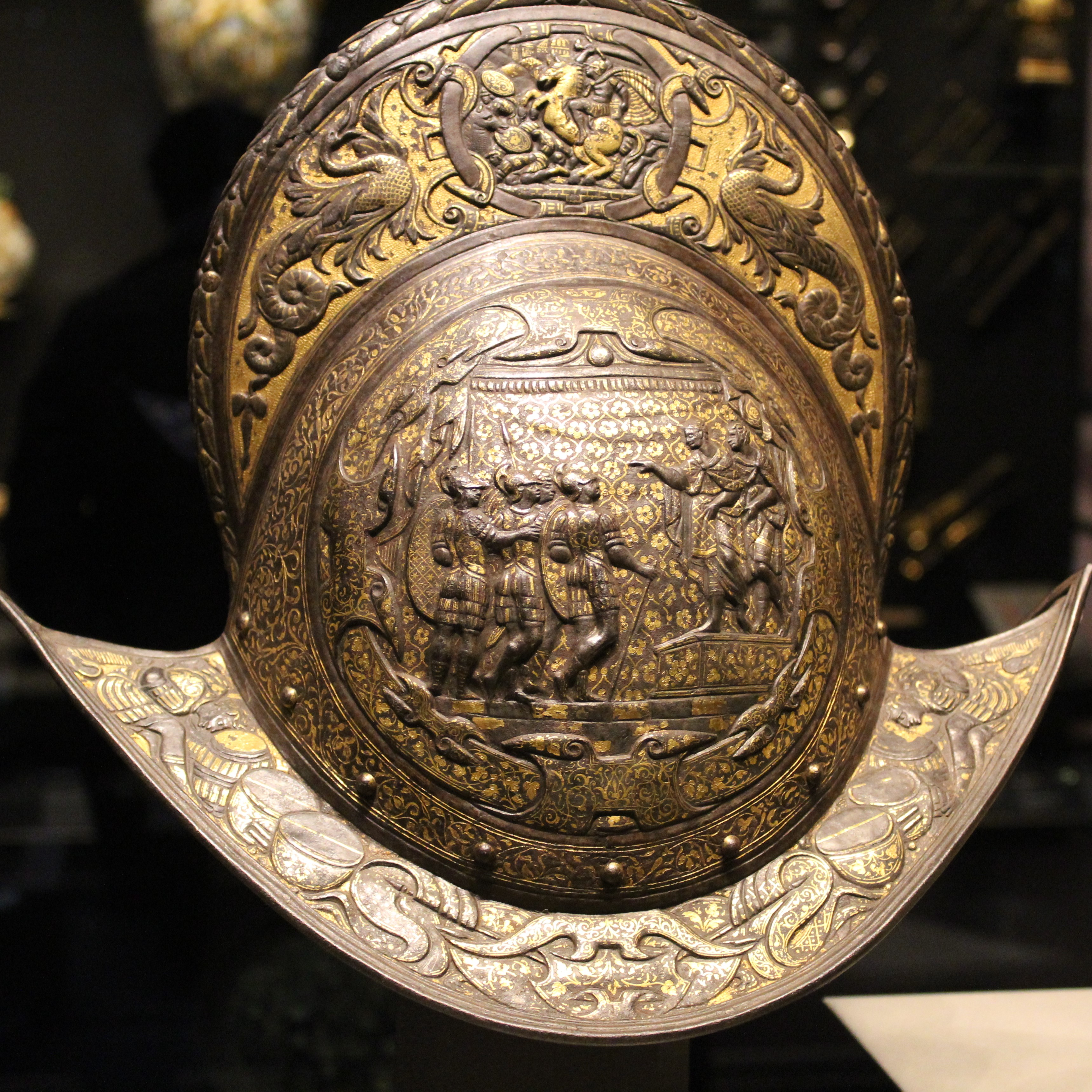
Milánská slavnostní přilba (kolem r. 1550)
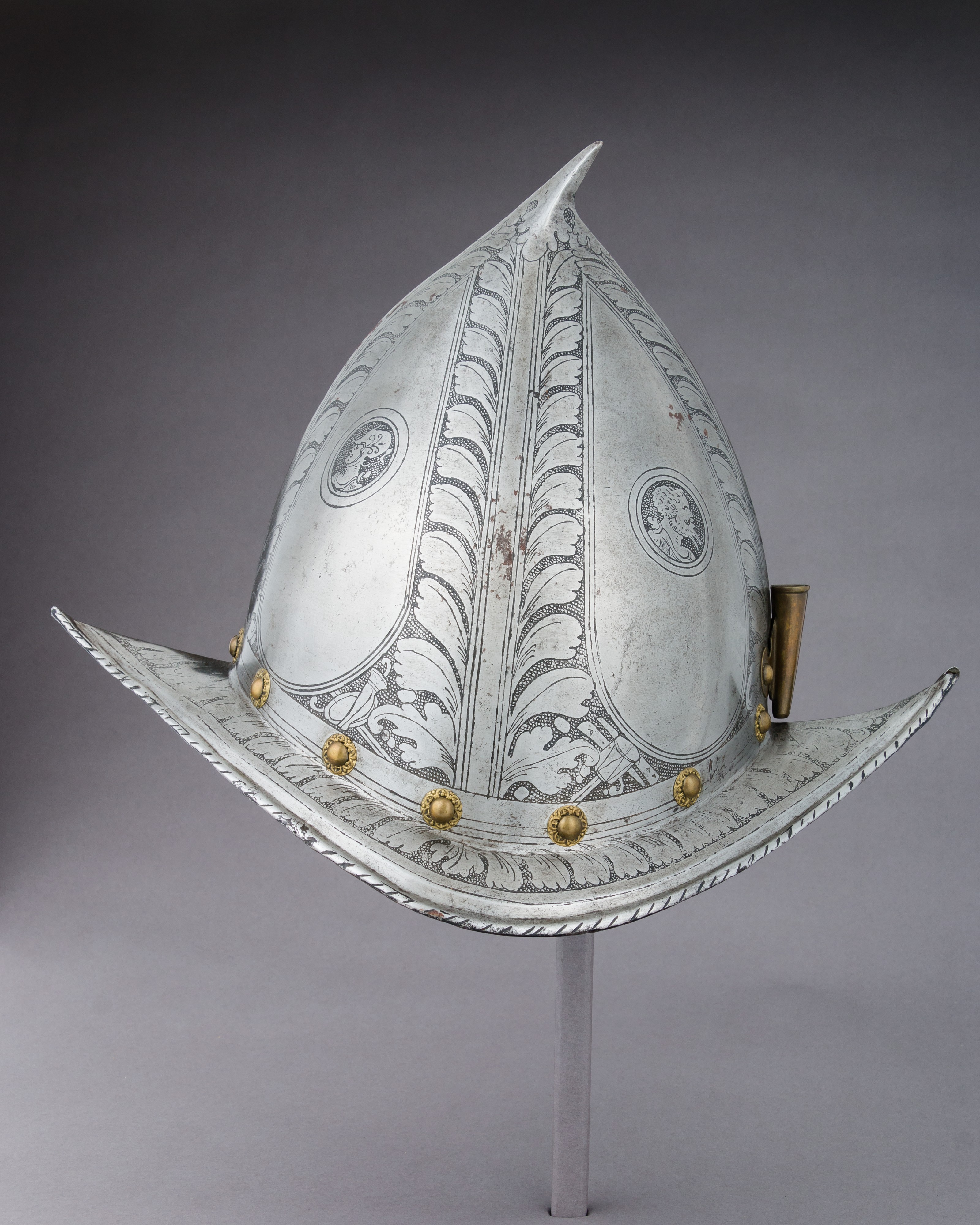
Morion-cabasset (Metropolitan Museum of Art)
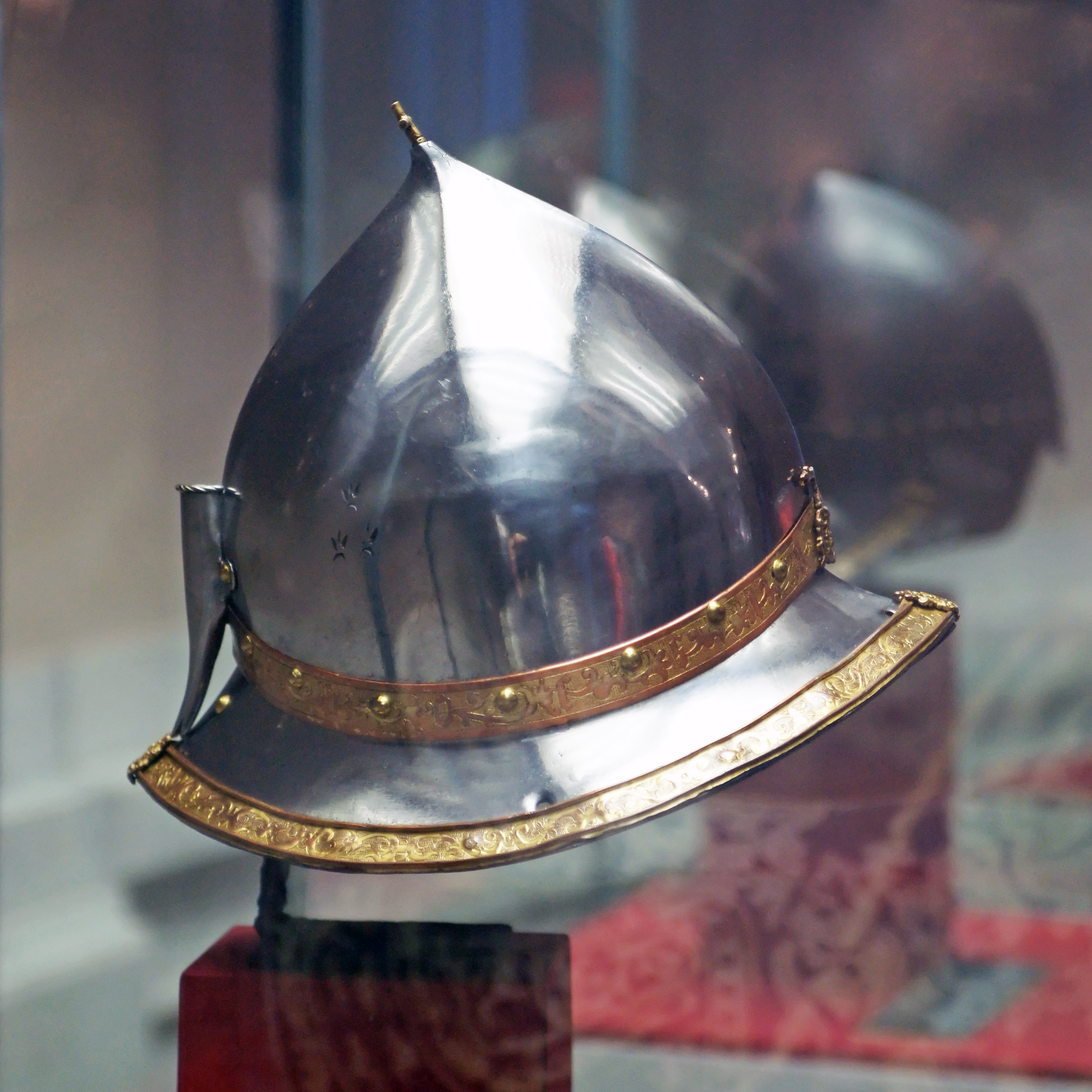
Capacete Ferdinanda II. Aragonského, 1490 (Kunsthistorisches Museum Wien)
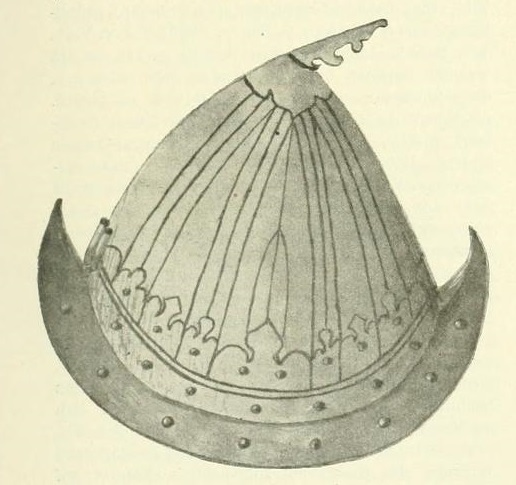
Měděná helma podle vzoru evropského morionu (Poso, Sulawesi)